# Api (manzana)

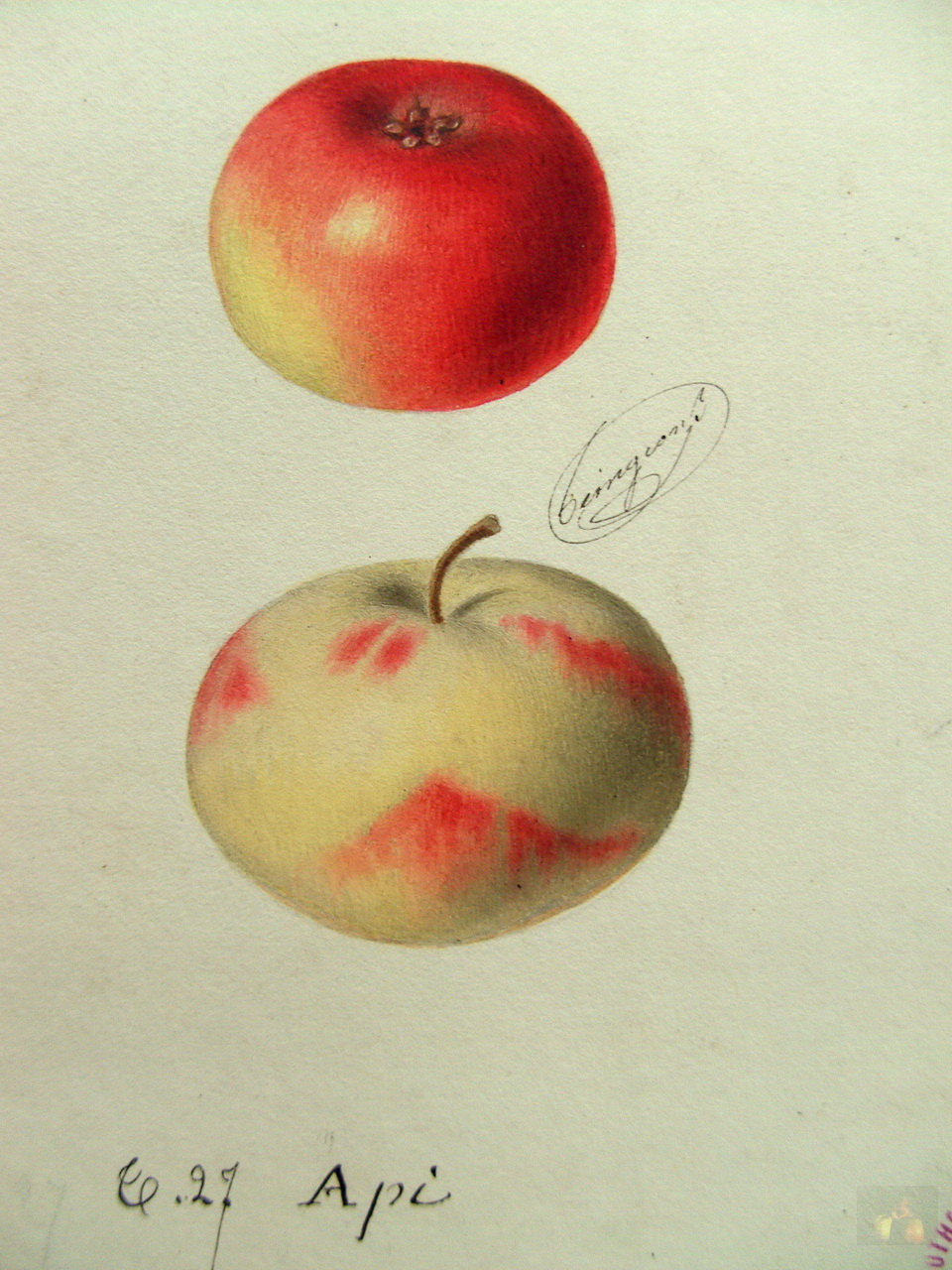
Ilustración botánica de la manzana Api.

Api ó Mela Appiola es el nombre de una variedad cultivar de manzano (Malus domestica). 
Un híbrido de manzana de Parentales desconocidos, y origen confuso, puede tener su origen en la antigua Grecia clásica, de la cual pasó a la Roma antigua, aunque algunos autores ponen su origen en una plántula de la Edad Media en un bosque de la Bretaña Francesa.  
La piel de la manzana 'Api' tiene una pigmentación roja brillante en una cara y verde (o amarilla) en la otra, aunque en el transcurso de los siglos de su cultivo han surgido diferentes tonos de piel, variando esta a negra, roja, rosa, o gris, presentando un contorno diferente como en Sternapi, así como diversas características organolépticas.
El nombre de la manzana, en francés, aparece en una famosa canción infantil, "Pomme de reinette et pomme d'api", cuyo estribillo, a través de fenómenos de transmisión oral, ha pasado de forma corrupta al idioma italiano como "Ponte ponente ponte pì".

## Sinonimia
- "Almindelig",
- "American Lady" Estados Unidos,
- "Apfel Klenie" Alemania,
- "Apia",
- "Appia" Italia,
- "Bölleöpfel" Suiza,
- "Cardinal" Canadá,
- "Christmas Apple" Reino Unido,
- "Lady",
- "Lady Apple",
- "Melapio" España,
- "Mela Appiola",
- "Melo Appio" Italia,
- "Petit Api" Francia,
- "Petit Api rose",
- "Pippin Dien",
- "Pomme Dieu".[7][8][4]

## Historia
Según refiere la leyenda que esta manzana fue traída a la Roma antigua desde la isla del Peloponeso, en la costa sur de Grecia, por el cónsul Apio Claudio. Sea verdadera o no esta historia, lo que está comprobado es que los romanos en la época del naturalista y filósofo Plinio el Viejo conocían bien una manzana que encajaba con la descripción de la variedad de manzana 'Api'.
No todos los historiadores están de acuerdo. El pomólogo francés Jean Merlet afirma en su tomo de 1667 que la variedad de manzana 'Api' se encontró como una plántula silvestre en el "Bosque de Api", un antiguo rodal ubicado en Bretaña (Francia). Esa versión puede haberse originado con Le Lectier, procurador del rey Luis XIII de Francia, en 1627. Llegó a Gran Bretaña a fines del siglo XVII y de allí a América del Norte bajo el nombre de 'Lady Apple'.

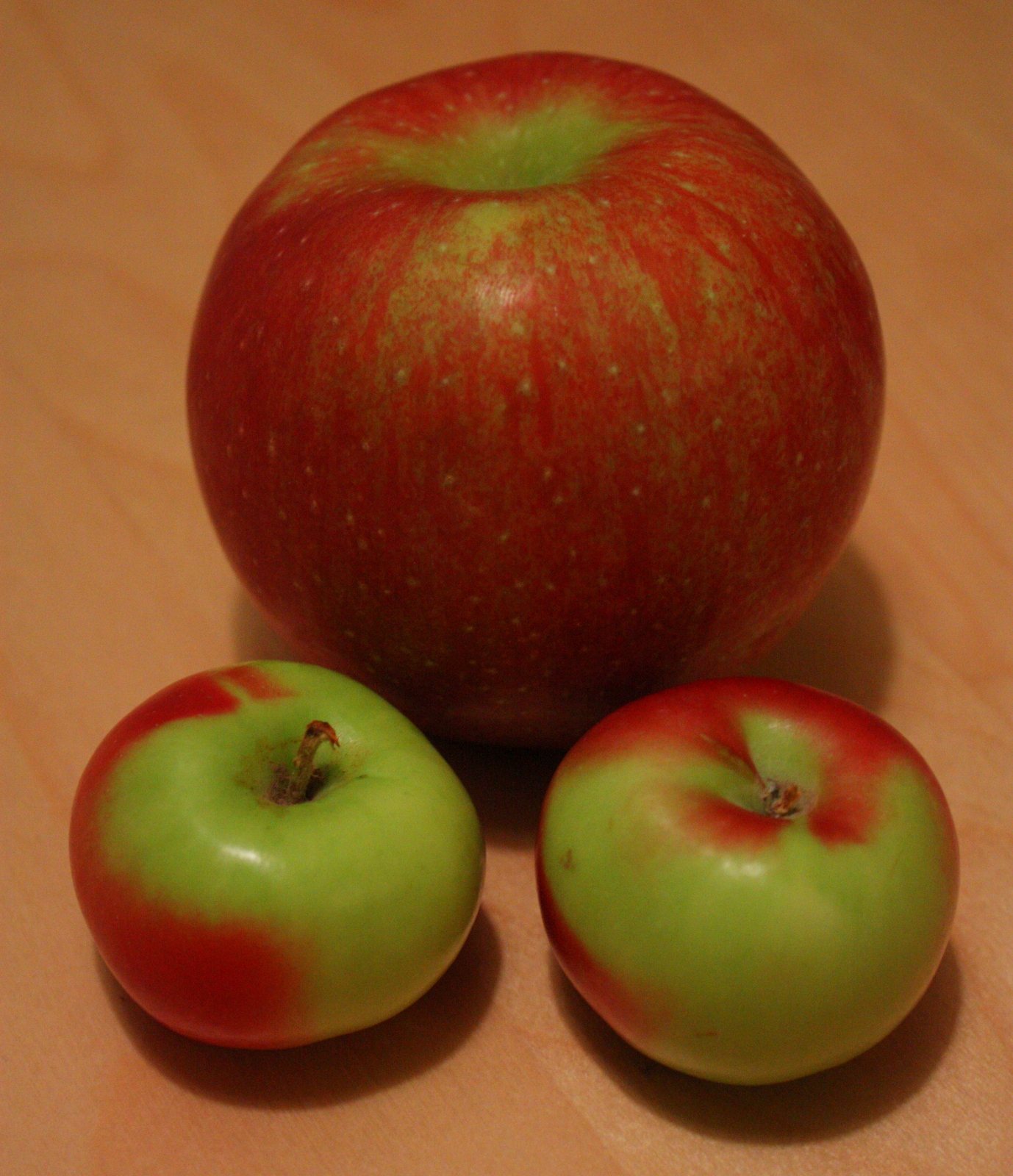
La variedad 'Lady Apple' cultivadas en Estados Unidos.

Según las fuentes italianas el origen de la variedad se remonta muy atrás en el tiempo: en 1586 el médico Castor Durante da Gualdo los menciona en "Il Tesoro Della Sanita" en la página 135, y en 1596 son descritos por Giuseppe Donizelli en el "Teatro Farmaceutico Dogmatico, e Spagirico". Venecia: Paolo Baglioni, 1596 pag 125. El agrónomo Olivier de Serres lo menciona en 1600, llamándolo la "melle ou pomme-appie". Haciendo referencia a un pasaje de Plinio el Viejo en su Naturalis historia, remonta su origen a la antigüedad. De hecho, la fruta era conocida en la antigua Grecia e importada a Roma desde el Peloponeso. La introducción de su cultivo en Italia habría sido gracias a Appio Claudio Cieco, de donde la planta habría tomado su nombre. Sin embargo André Leroy, en 1873, cuestiona esta afirmación de Olivier de Serres como errónea. En la misma obra, Leroy también da cuenta de la opinión de Jean Merlet, quien, escribiendo sobre ella en 1675, afirmaba su origen en el bosque de Apis, en Bretaña. André Leroy no comenta el origen bretón que conjetura Merlet: ya en su tiempo, en la segunda mitad del siglo XIX, el bosque ya no existía y de él no quedaba más que una huella toponímica muy confusa, ciertamente atribuible a un bretón del pueblo llamado Apigné, en Le Rheu.
'Api' está cultivada en diversos bancos de germoplasma de cultivos vivos tales como en National Fruit Collection (Colección Nacional de Fruta) de Reino Unido con el número de accesión: 1982-288 y nombre de accesión: Api.

## Características
'Api' es un árbol de un vigor moderado, pequeño y compacto, erguido, que fructifica en espolones. Produce abundantes cosechas, pero tarda en comenzar y tiene una fuerte tendencia a producir mejor cada dos años. Tiene un tiempo de floración que comienza a partir del 27 de abril con el 10% de floración, para el 30 de abril tiene una floración completa (80%), y para el 8 de mayo tiene un 90% caída de pétalos.
'Api' tiene una talla de fruto de pequeño a muy pequeño con altura promedio de 30.00mm y anchura promedio de 50.00mm; forma plano, redondo y acanalado en la corona; con nervaduras muy débiles, y corona débil; epidermis tiende a ser gruesa, lisa y brillante, con color de fondo es amarillo, con un sobre color lavado rojo brillante en la superficie expuesta al sol,  importancia del sobre color medio, y patrón del sobre color rayado / moteado, a veces se pueden detectar rayas vagas, algunas redes de ruginoso-"russeting", especialmente alrededor de la cavidad del tallo, ruginoso-"russeting" (pardeamiento áspero superficial que presentan algunas variedades) bajo; cáliz es pequeño y bien cerrado, asentado en una cuenca poco profunda y acanalada; pedúnculo es medio corto y delgado, colocado en una cavidad moderadamente profunda y abierta, a veces con un ligero ruginoso-"russeting"; carne blanca, crujiente y de grano fino, sabor muy jugoso, muy dulce, ligeramente ácido y muy aromático.
Su tiempo de recogida de cosecha se inicia a finales de octubre. Se mantiene bien hasta cuatro meses en cámara frigorífica.

## Usos
Una excelente manzana para comer en postre de mesa, también utilizada para cocinar, y en la elaboración de sidra. Hace excelentes jugos de manzana.

## Ploidismo
Diploide, auto estéril. Grupo de polinización: C, Día 11.

## Nombre y etimología
El nombre deriva del griego "μηλάπιον", pasando por el latín "melapium".
En Italia: 
También se puede decir, con menos frecuencia, "mela appio" (o mela api). En Basilicata su nombre es "melaciola", en Calabria "milu lappiu" ( gen. Masc. ), "Apiu" y "melapiu" en Cerdeña. En Sicilia se llama "milappiu", "alapu" o "appiu".
En Europa: 
En francés su nombre es "pomme d'api". En lengua turca otomana ( "Osmanlı Türkçesi" ), su nombre en el siglo XVI, está atestiguado como "müski alma", correspondiendo, en la lengua turca actual a "misket elması", o manzana almizclada, nombre que deriva de sus características organolépticas.

## Canción infantil:Pomme de reinette et pomme d'api
El nombre francés, "pomme d'api", aparece en el estribillo de una famosa canción infantil-comptine francesa, «Pomme de reinette et pomme d'api», en la que una vendedora ambulante de frutas en el mercado cubierto de París, al controlar sus productos en venta, se enfrenta a un ladrón.

(ES)

Está en el mercado cubierto

En el que me acomodo

Está en París

En el que vendo mis frutos

Está en París la capital de Francia

Está en París

En el que vendo mi fruta.

(Estribillo :)

Manzana reineta y manzana de api,

de api de api roja,

Manzana reineta y manzana de api,

de api de api gris,

Esconde tu puño detrás de tu espalda,

¡O te doy un martillazo!.

(FR)

C'est à la halle

Que je m'installe

C'est à Paris

Que je vends mes fruits

C'est à Paris la capitale de France

C'est à Paris

Que je vends mes fruits.

(refrain :),

Pomme de reinette et pomme d'api,

d'api d'api rouge,

pomme de reinette et pomme d'api,

d'api d'api gris

Cache ton poing derrière ton dos,

Ou je te donne un coup de marteau!

Pomme de reinette et pomme d'api

## Ponte Ponente Ponte Pì
Varias comptine francesas derivan de la canción infantil, de la que también se origina en el idioma italiano "Ponte Ponente Ponte Pì", cuyo texto, convertido en un sinsentido y completamente desemantizado por la transmisión oral, se hace eco del "comptine" original solo en la cadencia del sonido :
Ponte ponente ponte pì

tappetà Perugia

ponte ponente ponte pì

tappetà perì

## Música
El nombre francés de la manzana 'Api' también dio título a una opereta "Pomme d'Api" en un acto, musicalizada por Jacques Offenbach en 1873, con libreto de Ludovic Halévy y William Busnach.